# Dioptar
 Ovo je glavno značenje pojma Dioptar. Za druga značenja pogledajte Dioptar (razdvojba).
Dioptar (grč. δίοπτρον: zrcalo) je uređaj za viziranje. Sastoji se od okulara i objektiva na određenoj udaljenosti. Obično se kao okular uzima metalna ploča s okruglom rupicom (promjera 0,75 do 1 mm) ili uskim prorezom (širine 0,5 do 0,75 mm), a kao objektiv prozorčić s jednom ili dvjema nategnutim i ukrštenim nitima. Viziranje nekog predmeta (točke) izvodi se motrenjem kroz okular i objektiv, a dioptar se pomiče sve dok se slika predmeta i sjecište niti u objektivu ne poklope. Dioptar se upotrebljava u geodeziji i astronomiji (ugrađen u manje dalekozore).